# 国家原子力機構
国家原子力機構（こっかげんしりょくきこう、中国語: 国家原子能机构、英語: China Atomic Energy Authority，略称：CAEA）は、中華人民共和国工業情報化部に所属する、国務院の原子力産業に関する国家統制機関である。
国家原子力機構は、原子力分野間および国際機関との政府間交流・協力を担当し、国家原子力事故の緊急管理をも主導している。

## 責任
関連規則によると、国家原子力局は以下の機能を担っている：
- 中国の原子力平和利用に関する政策と規制の研究と策定を担当する；
- 中国における原子力平和利用事業の発展計画，プログラム及び業界標準の研究及び策定に責任を負う；
- 中国における原子力平和利用（原子力を除く）に関連するプロジェクトの実証、承認、監督及び実施の調整に責任を有する；
- 核セキュリティおよび核物質管理を担当する；
- 原子力の輸出入審査および管理を担当する；
- 原子力分野および国際機関との政府間交流・協力を担当し、国際原子力機関（IAEA）の業務において中国政府を代表する；
- 国家原子力事故緊急事態管理弁公室の日常業務を担当し、国家原子力事故緊急事態計画の検討・策定およびその実施を組織する；
- 原子力施設の廃炉と放射性廃棄物管理を担当する。

## 原子力機構の関連組織
国家原子力機構の組織には、内部組織、直属組織、直属事業単位がある。

## 参照項目
- 国際原子力機関
- 原子力規制委員会 (日本)
- アメリカ合衆国原子力規制委員会
- 中国核工業集団公司 (中央企業の一つ)